# TortoiseSVN
TortoiseSVN （トータス エスブイエヌ）は、バージョン管理システムであるSubversionのクライアントフロントエンド。GNU General Public Licenseのもとに配布されている自由ソフトウェアである。

## 概要
元のSubversionはコマンドラインアプリケーションであるが、APIが用意されており、新たにクライアントやフロントエンドを作成することができる。TortoiseSVNもそうしたフロントエンドの一種であり、Microsoft Windowsのシェル拡張として実装されている。Windows Explorer のコンテキストメニューに Subversion コマンド群を追加し、また Subversion のワーキングコピーの状態を示すインジケーターをアイコンにオーバーレイする機能を提供する。
TortoiseSVN は SourceForge.net 2007 Community Choice Awards の Best Tool or Utility for Developers 部門を受賞した。
視覚的に二つのファイルの違いを比較する TortoiseMerge ユーティリティが、TortoiseSVN の配布物に付属している。
Tigris.org ウェブサイトから入手可能。
VisualSVN や VsTortoise、AnkhSVN などのサードパーティのプラグインを使用して、Microsoft Visual Studio  に統合することができる。
サードパーティーレポジトリーのモニタリングアプリケーションである SVN-Monitor は、TortoiseSVN を使用しており、2011年に Vercue に進化した。
公式ウェブサイトから配布されている言語パックをインストールすることで、TortoiseSVN のユーザーインターフェイスを日本語などに翻訳することができる。

## 類似ツール
- TortoiseCVS は、CVS 向けの同様のツールで、TortoiseSVN のベースとなっている。
- TortoiseGit は、Git 向けの同様のツール。
- TortoiseBzr は、Bazaar 向けの同様のツール。
- TortoiseHg は、Mercurial 向けの同様のツール。
- RabbitVCS は、Linux で使用できる同様のツール。
- Subversion クライアントの比較（英語: Comparison of Subversion clients）